# Dream Factory (テレビ番組)
Dream Factory（ドリームファクトリー、通称ドリファク、夢工場）は、2004年4月から2008年3月までキッズステーションで放送していた「公開オーディション&公開育成番組」。
制作会社であるラムズ所属の声優育成コーナーと付属養成所RPEの生徒を中心にしたオーディションで構成されていた。
また、アニスタ.TVでは番組のダイジェスト動画を配信していた。

## 放送時間
- 2007年3月まで - 毎週火曜25:00〜25:30 リピート：同日29:00（水曜5:00）、毎週木曜25:00と同日29:00（金曜5:00）。
- 2007年4月から - 毎週火曜24:30〜25:00 リピート：同日28:30（水曜4:30）、毎週木曜24:30と同日28:30（金曜4:30）。

### Dream Factory
- 2004年4月6日〜2007年6月28日 全168回

### Dream Factory The Debut
- 2007年7月3日〜2007年9月25日 全13回

### 特報!アニ天とドリファク合体します!
- 2007年10月2日・2007年10月9日 全2回

### アニメ天国
- 2007年10月16日〜2008年3月25日放送分まで全23回
- AT-Xから放送局を移動してリニューアルスタート。番組名をアニメ天国に変更してDream Factoryは番組の1コーナーとして継続されるが、新人声優オーディションのコーナー終了に伴いドリファク4年の歴史に幕を閉じた。

## 放送された主なコーナー
- 野川さくらアシスタントオーディション

インターネットラジオ「野川さくらのらずべりー♪house」のアシスタントオーディション。中本順久、橋本明典、堀孝行の三人が合格。
- JAM Project新メンバーオーディション

一般応募によるオーディション。ブラジル人のヒカルド・クルーズが合格。
- 吉沢プロジェクト私を光らせて！

新人声優・吉沢かおるが歌手デビューするまでを追う。
- 宣伝部長はりけ〜んずの私にドンと任せなさい！

新人声優・柏木弘美がお笑い芸人はりけ〜んずに連れられてさまざまな企画に挑戦。
- 萌えドルが来る！Mai:lish vs RPE

メイドカフェの人気店員と番組内オーディションに勝ち上がったRPE一期生（宮崎羽衣、斎藤桃子、庄子裕衣）が対決。司会は吉本興業所属のはいじまともたけ。
- 庄子裕衣のハイ！こちらドリファク営業部です

新人声優・庄子裕衣が「営業」として番組と自らの売り込みに奮闘する。
- 奥井雅美O-liveオーディション

奥井雅美プロデュースによる一般応募での歌手オーディション。近江知永が合格。
- サイキックラバー新人発掘オーディション

サイキックラバープロデュースによる歌手オーディション。黒岩奈奈が合格。
- 声優劇団「RAMS ACTORS THEATER」

小川輝晃を座長に迎えての一般応募による劇団員オーディション。
舞台「陸の界賊〜オカノカイゾク〜」が、全労済ホールスペース・ゼロにて2006年6月25日〜27日まで全4回公演された。
2007年7月には2度目の公演を行い、インタビューや練習風景の密着している。
- 三重野瞳アイドル育成プロジェクト

三重野瞳プロデュースによるアイドルオーディション。
阿部玲子、金綱良美、根本智佳の3人が合格。Baby POPとしてCDデビュー。
- 声優への道

加勢田進を講師に迎えての声優講座。
- DSE〜DRAMAGIX SEIYU ENERGY

人気声優が出演する実写ドラマを5分〜10分毎に数回分けて放送。
- Granado Espada WALKER

MMORPG「グラナド・エスパダ」のゲーム情報コーナー。井ノ上奈々が司会。
- すちぃむ☆ふぁくとりぃ

MMORPG「ネオスチーム」のゲーム情報コーナー。阿部玲子が司会。
- マリーからリーズへ アトリエシリーズのすべて

人気ゲームの紹介とスタッフインタビューを放送。ナビゲーターは三好麻美。
- Baby POP School

アイドルユニット・Baby POPのイベントを放送。
- Dream Factory The Debut 新人声優オーディション

ラムズとエイベックス、桃井はるこプロデュースによる一般応募での声優オーディション。
合格者には歌手&声優デビューが与えられるが、該当者無しで終了となった。
最終選考には桃井自身も審査員として参加する予定だったが突然キャンセルするという、異例の不手際が目立つ企画であった。
(この最終選考に関しては桃井自身も「心苦しくもあり心残りだが、参加者とは縁があれば一緒に楽しい事をしたい」と自身のブログで述べている）

## 番組の実績
- 宮崎羽衣、斎藤桃子、庄子裕衣 養成所の頃に「萌えドルが…」のコーナーに出演、その後クローバーとしてデビュー。
- 長州小力 まだブレイクする前に「宣伝部長…」のコーナーに出演していた。
- 上村彩子 「三重野瞳…」のオーディションに落選後、AKB48のチームKオーディションに合格。（後に脱退）

## ナレーション
- はいじまともたけ（2004年4月～2005年3月）
- 橋本明典（2005年4月～2007年11月）
- 阿部玲子（2007年12月～2008年3月）